# Grand Prix Formule 1 van België 2019
De Grand Prix Formule 1 van België 2019 werd gehouden op 1 september op Circuit Spa-Francorchamps. Het was de dertiende race van het kampioenschap.

## Achtergrond
Op 12 augustus werd bekendgemaakt dat er een rijderswisseling plaatsvindt tussen Alexander Albon en Pierre Gasly. Albon rijdt vanaf dit weekend voor Red Bull, Gasly keert terug bij Toro Rosso.

## Vrije trainingen
- Er wordt enkel de top-5 weergegeven.

| Vrije training 1 | Pos | No | Coureur          | Constructeur              | Tijd     |
| ---------------- | --- | -- | ---------------- | ------------------------- | -------- |
| Vrije training 1 | 1   | 5  | Sebastian Vettel | Ferrari                   | 1:44.574 |
| Vrije training 1 | 2   | 16 | Charles Leclerc  | Ferrari                   | 1:44.788 |
| Vrije training 1 | 3   | 33 | Max Verstappen   | Red Bull-Honda            | 1:45.507 |
| Vrije training 1 | 4   | 23 | Alexander Albon  | Red Bull-Honda            | 1:45.584 |
| Vrije training 1 | 5   | 77 | Valtteri Bottas  | Mercedes                  | 1:45.882 |
| Vrije training 2 | Pos | No | Coureur          | Constructeur              | Tijd     |
| Vrije training 2 | 1   | 16 | Charles Leclerc  | Ferrari                   | 1:44.123 |
| Vrije training 2 | 2   | 5  | Sebastian Vettel | Ferrari                   | 1:44.753 |
| Vrije training 2 | 3   | 77 | Valtteri Bottas  | Mercedes                  | 1:44.969 |
| Vrije training 2 | 4   | 44 | Lewis Hamilton   | Mercedes                  | 1:45.015 |
| Vrije training 2 | 5   | 11 | Sergio Pérez     | Racing Point-BWT Mercedes | 1:45.117 |
| Vrije training 3 | Pos | No | Coureur          | Constructeur              | Tijd     |
| Vrije training 3 | 1   | 16 | Charles Leclerc  | Ferrari                   | 1:44.206 |
| Vrije training 3 | 2   | 5  | Sebastian Vettel | Ferrari                   | 1:44.657 |
| Vrije training 3 | 3   | 77 | Valtteri Bottas  | Mercedes                  | 1:44.703 |
| Vrije training 3 | 4   | 3  | Daniel Ricciardo | Renault                   | 1:44.974 |
| Vrije training 3 | 5   | 33 | Max Verstappen   | Red Bull-Honda            | 1:45.312 |

Testcoureur in vrije training 1:
 Nicholas Latifi (Williams-Mercedes)

## Kwalificatie
Charles Leclerc behaalde voor Ferrari zijn derde pole position van het seizoen. Hij reed een tijd die ruim zeven tienden van een seconde sneller was dan die van zijn teamgenoot Sebastian Vettel, die tweede werd. De Mercedes-coureurs Lewis Hamilton en Valtteri Bottas kwalificeerden zich als derde en vierde, voor de Red Bull van Max Verstappen. De Renault-coureurs Daniel Ricciardo en Nico Hülkenberg zetten de zesde en zevende tijd neer, voor de Alfa Romeo van Kimi Räikkönen. De top 10 werd afgesloten door de Racing Point-coureur Sergio Pérez en de Haas van Kevin Magnussen.

### Kwalificatie-uitslag
| Pos.                | Nr. | Coureur            | Constructeur              | Kwalificatietijden | Kwalificatietijden | Kwalificatietijden | Grid |
| Pos.                | Nr. | Coureur            | Constructeur              | Q1                 | Q2                 | Q3                 | Grid |
| ------------------- | --- | ------------------ | ------------------------- | ------------------ | ------------------ | ------------------ | ---- |
| 1                   | 16  | Charles Leclerc    | Ferrari                   | 1:43.587           | 1:42.938           | 1:42.519           | 1    |
| 2                   | 5   | Sebastian Vettel   | Ferrari                   | 1:44.109           | 1:43.037           | 1:43.267           | 2    |
| 3                   | 44  | Lewis Hamilton     | Mercedes                  | 1:45.260           | 1:43.592           | 1:43.282           | 3    |
| 4                   | 77  | Valtteri Bottas    | Mercedes                  | 1:45.141           | 1:43.980           | 1:43.415           | 4    |
| 5                   | 33  | Max Verstappen     | Red Bull-Honda            | 1:44.622           | 1:44.132           | 1:43.690           | 5    |
| 6                   | 3   | Daniel Ricciardo   | Renault                   | 1:45.560           | 1:44.103           | 1:44.257           | 10   |
| 7                   | 27  | Nico Hülkenberg    | Renault                   | 1:45.899           | 1:44.549           | 1:44.542           | 12   |
| 8                   | 7   | Kimi Räikkönen     | Alfa Romeo-Ferrari        | 1:45.842           | 1:44.140           | 1:44.557           | 6    |
| 9                   | 11  | Sergio Pérez       | Racing Point-BWT Mercedes | 1:45.732           | 1:44.707           | 1:44.706           | 7    |
| 10                  | 20  | Kevin Magnussen    | Haas-Ferrari              | 1:45.839           | 1:44.738           | 1:45.086           | 8    |
| 11                  | 8   | Romain Grosjean    | Haas-Ferrari              | 1:45.694           | 1:44.797           |                    | 9    |
| 12                  | 4   | Lando Norris       | McLaren-Renault           | 1:46.154           | 1:44.847           |                    | 11   |
| 13                  | 18  | Lance Stroll       | Racing Point-BWT Mercedes | 1:46.000           | 1:45.047           |                    | 16   |
| 14                  | 23  | Alexander Albon    | Red Bull-Honda            | 1:45.528           | 1:45.799           |                    | 17   |
| 15                  | 99  | Antonio Giovinazzi | Alfa Romeo-Ferrari        | 1:45.637           | geen tijd          |                    | 18   |
| 16                  | 10  | Pierre Gasly       | Toro Rosso-Honda          | 1:46.435           |                    |                    | 13   |
| 17                  | 55  | Carlos Sainz jr.   | McLaren-Renault           | 1:46.507           |                    |                    | 15   |
| 18                  | 26  | Daniil Kvjat       | Toro Rosso-Honda          | 1:46.518           |                    |                    | 19   |
| 19                  | 63  | George Russell     | Williams-Mercedes         | 1:47.548           |                    |                    | 14   |
| 107% tijd: 1:50.838 |     |                    |                           |                    |                    |                    |      |
| 20                  | 88  | Robert Kubica      | Williams-Mercedes         | geen tijd          |                    |                    | Pit  |

Notities
1. 1 2  Daniel Ricciardo en Nico Hülkenberg ontvingen een gridstraf van 5 posities omdat zij meer motoronderdelen hadden vervangen dan het quotum toestond.
2. 1 2 3 4  Lance Stroll, Alexander Albon, Antonio Giovinazzi en Daniil Kvjat moeten achteraan starten omdat zij meer motoronderdelen hadden vervangen dan het quotum toestond. Hiernaast kregen Kvjat en Giovinazzi nog een extra gridstraf van 5 posities omdat zij hun versnellingsbakken hadden gewisseld.
3. ↑  Carlos Sainz jr. ontving een gridstraf van 15 posities omdat hij meer motoronderdelen had vervangen dan het quotum toestond.
4. ↑  Robert Kubica had zich oorspronkelijk niet gekwalificeerd omdat hij tijdens de kwalificatie geen tijd had neergezet. Hij mag de race wel van start gaan omdat hij tijdens de vrije trainingen tijden had gereden die snel genoeg waren. Wel kreeg hij een gridstraf van 5 posities omdat hij zijn versnellingsbak had gewisseld, en moet hij de race vanuit de pitstraat starten omdat hij meer motoronderdelen had vervangen dan het quotum toestond en zijn achtervleugel had aangepast.

## Wedstrijd
Voorafgaand aan de race werd er een minuut stilte gehouden ter nagedachtenis aan Formule 2-coureur Anthoine Hubert, die een dag eerder op Spa-Francorchamps om het leven kwam bij een raceongeluk.
De race werd gewonnen door Charles Leclerc, die de eerste zege uit zijn Formule 1-carrière behaalde. Lewis Hamilton dichtte in de laatste vijf ronden het gat naar Leclerc, maar kwam negen tienden van een seconde tekort om hem in te halen en eindigde als tweede. Valtteri Bottas maakte het podium compleet. Sebastian Vettel eindigde als vierde nadat hij een extra pitstop moest maken omdat zijn banden versleten waren. Red Bull-coureur Alexander Albon reed vanaf de zeventiende startplaats naar de vijfde positie door in de laatste ronde de als zesde geëindigde Sergio Pérez in te halen. Daniil Kvjat werd zevende voor Toro Rosso, nog voor Nico Hülkenberg. De top 10 werd afgesloten door Toro Rosso-coureur Pierre Gasly en Racing Point-rijder Lance Stroll. 
In de laatste ronde gingen er nog punten verloren voor McLaren-coureur Lando Norris, die (rijdend op de vijfde plaats) zijn auto stil moest zetten vanwege een motorprobleem, en Alfa Romeo-coureur Antonio Giovinazzi, die (rijdend in negende positie) crashte.

### Race-uitslag
| Pos. | Nr. | Coureur            | Constructeur              | Rondes | Tijd/Oorzaak uitval | Grid | Punten |
| ---- | --- | ------------------ | ------------------------- | ------ | ------------------- | ---- | ------ |
| 1    | 16  | Charles Leclerc    | Ferrari                   | 44     | 1:23:45.710         | 1    | 25     |
| 2    | 44  | Lewis Hamilton     | Mercedes                  | 44     | +0.981              | 3    | 18     |
| 3    | 77  | Valtteri Bottas    | Mercedes                  | 44     | +12.585             | 4    | 15     |
| 4    | 5   | Sebastian Vettel   | Ferrari                   | 44     | +26.422             | 2    | 13S    |
| 5    | 23  | Alexander Albon    | Red Bull-Honda            | 44     | +1:21.325           | 17   | 10     |
| 6    | 11  | Sergio Pérez       | Racing Point-BWT Mercedes | 44     | +1:24.448           | 7    | 8      |
| 7    | 26  | Daniil Kvjat       | Toro Rosso-Honda          | 44     | +1:29.657           | 19   | 6      |
| 8    | 27  | Nico Hülkenberg    | Renault                   | 44     | +1:46.639           | 12   | 4      |
| 9    | 10  | Pierre Gasly       | Toro Rosso-Honda          | 44     | +1:49.168           | 13   | 2      |
| 10   | 18  | Lance Stroll       | Racing Point-BWT Mercedes | 44     | +1:49.838           | 16   | 1      |
| 11   | 4   | Lando Norris       | McLaren-Renault           | 43     | Motor *             | 11   |        |
| 12   | 20  | Kevin Magnussen    | Haas-Ferrari              | 43     | +1 ronde            | 8    |        |
| 13   | 8   | Romain Grosjean    | Haas-Ferrari              | 43     | +1 ronde            | 9    |        |
| 14   | 3   | Daniel Ricciardo   | Renault                   | 43     | +1 ronde            | 10   |        |
| 15   | 63  | George Russell     | Williams-Mercedes         | 43     | +1 ronde            | 14   |        |
| 16   | 7   | Kimi Räikkönen     | Alfa Romeo-Ferrari        | 43     | +1 ronde            | 6    |        |
| 17   | 88  | Robert Kubica      | Williams-Mercedes         | 43     | +1 ronde            | Pit  |        |
| 18   | 99  | Antonio Giovinazzi | Alfa Romeo-Ferrari        | 42     | Ongeluk *           | 18   |        |
| DNF  | 55  | Carlos Sainz jr.   | McLaren-Renault           | 1      | Vermogen            | 15   |        |
| DNF  | 33  | Max Verstappen     | Red Bull-Honda            | 0      | Ongeluk             | 5    |        |

S Sebastian Vettel behaalde een extra punt voor het rijden van de snelste ronde. 

* Lando Norris en Antonio Giovinazzi haalden de finish niet, maar werden wel geklasseerd omdat zij meer dan 90% van de raceafstand hadden gereden.

## Tussenstanden wereldkampioenschap
Betreft tussenstanden voor het wereldkampioenschap na afloop van de race.

### Coureurs
| Positie | No. | Coureur          | Team               | Punten |
| ------- | --- | ---------------- | ------------------ | ------ |
| 01      | 44  | Lewis Hamilton   | Mercedes           | 268    |
| 02      | 7   | Valtteri Bottas  | Mercedes           | 203    |
| 03      | 33  | Max Verstappen   | Red Bull-Honda     | 181    |
| 04      | 5   | Sebastian Vettel | Ferrari            | 169    |
| 05      | 16  | Charles Leclerc  | Ferrari            | 157    |
| 06      | 10  | Pierre Gasly     | Toro Rosso-Honda   | 65     |
| 07      | 55  | Carlos Sainz jr. | McLaren-Renault    | 58     |
| 08      | 26  | Daniil Kvjat     | Toro Rosso-Honda   | 33     |
| 09      | 7   | Kimi Räikkönen   | Alfa Romeo-Ferrari | 31     |
| 10      | 23  | Alexander Albon  | Red Bull-Honda     | 26     |

### Constructeurs
| Positie | Team                  | Punten |
| ------- | --------------------- | ------ |
| 01      | Mercedes              | 471    |
| 02      | Ferrari               | 326    |
| 03      | Red Bull-Honda        | 254    |
| 04      | McLaren-Renault       | 82     |
| 05      | Toro Rosso-Honda      | 51     |
| 06      | Renault               | 43     |
| 07      | Racing Point-Mercedes | 40     |
| 08      | Alfa Romeo-Ferrari    | 32     |
| 09      | Haas-Ferrari          | 26     |
| 10      | Williams-Mercedes     | 1      |